# Gnophos approximata
Gnophos approximata là một loài bướm đêm trong họ Geometridae.